# Joc d'estirar la corda als Jocs Olímpics
El joc d'estirar la corda és un esport que formà part del programa olímpic en cinc edicions consecutives, iniciant la seva aparició als Jocs Olímpics d'Estiu de 1900 celebrats a París (França) i finalitzant la seva etapa com a esport olímpic en els Jocs Olímpics d'Estiu de 1920 a Anvers (Bèlgica).
Els grans dominadors d'aquest esport foren el Regne Unit i els Estats Units.

## Medallistes
| Edició         | Or           | Argent        | Bronze        |
| 1900 París     | Equip mixt   | França        | No es concedí |
| 1904 St. Louis | Estats Units | Estats Units  | Estats Units  |
| 1908 Londres   | Regne Unit   | Regne Unit    | Regne Unit    |
| 1912 Estocolm  | Suècia       | Regne Unit    | No es concedí |
| 1920 Anvers    | Regne Unit   | Països Baixos | Bèlgica       |

## Medaller
| Posició | País          | Or | Argent | Bronze | Total |
| 1       | Regne Unit    | 2  | 2      | 1      | 5     |
| 2       | Estats Units  | 1  | 1      | 1      | 3     |
| 3       | Equip mixt    | 1  | 0      | 0      | 1     |
| 3       | Suècia        | 1  | 0      | 0      | 1     |
| 5       | França        | 0  | 1      | 0      | 1     |
| 5       | Països Baixos | 0  | 1      | 0      | 1     |
| 7       | Bèlgica       | 0  | 0      | 1      | 1     |

## Medallistes més guardonats
| Jugador             | CON        | Medalla d'or | Plata | Bronze | Total |
| Frederick Humphreys | Regne Unit | 2            | 1     | 0      | 3     |
| James Shepherd      | Regne Unit | 2            | 1     | 0      | 3     |
| Edwin Mills         | Regne Unit | 2            | 1     | 0      | 3     |
| John Sewell         | Regne Unit | 1            | 1     | 0      | 2     |
| Joseph Dowler       | Regne Unit | 0            | 1     | 1      | 2     |